# Rogério Lemgruber
Rogério Lemgruber (Rio de Janeiro, 5 de janeiro de 1952 – Rio de Janeiro, 29 de maio de 1992), também conhecido como Bagulhão, foi um assaltante de banco, homicida, sequestrador e traficante de drogas brasileiro, criador da facção Falange Vermelha, antecessora da facção hoje denominada Comando Vermelho, cujo nome completo o homenageia (Comando Vermelho Rogério Lemgruber). Seu irmão Sebastião Lemgruber, vulgo Tiguel e seu sobrinho Rondinelli também faziam parte da facção.

## Biografia
Filho de Jaime Lemgruber e Eulina Rosa, nasceu na favela do Caju, porém ainda jovem fora com sua família para então favela do Sapo no bairro Senador Camará, pois algumas famílias ganharam moradia no local. Já adulto tornou-se o frente (chefe) do narcotráfico. Foi um dos fundadores da facção criminosa Falange Vermelha e de sua sucessora, o Comando Vermelho. Na comunidade, incentivava crianças à leitura, distribuindo livros e cobrando delas um resumo, além de ajudar financeiramente os moradores.
Em 1973, então com 21 anos, fugiu do Presídio-Geral do Estado do Rio, em Niterói. As matérias de jornal o citavam como um assaltante de bancos "muito inteligente" e de "alta periculosidade", capaz de "assaltar dois bancos num dia só".
Na década de 1980, seria torturado no antigo presídio da Frei Caneca, hoje Museu Penitenciário do Estado do Rio de Janeiro, bem como no presídio da Ilha Grande, local no qual a Falange Vermelha e posteriormente Comando Vermelho começou a se organizar a partir da união entre narcotraficantes e presos políticos. O seu nome posteriormente acabou sendo acrescentado ao da facção. Ele fugiria novamente em janeiro de 1980, abril de 1985 e maio de 1987. Recapturado, foi transferido em agosto de 1987 para o Presídio Ary Franco, aonde seria novamente torturado.
Em 1990, preso no recém inaugurado Complexo Penitenciário de Bangu, faria aquela que seria a primeira rebelião de presos da penitenciária de segurança máxima.
Rogério liderava a facção criminosa de dentro do presídio, utilizando seus advogados para receber e enviar mensagens de outros criminosos. A advogada Sueli Bezerra viria a ser presa por conta disso.
Sofrendo de diabetes, seu estado de saúde começou a se agravar porque não suportava a vida carcerária, devido a quantidade de vezes em que foi preso, fugia e era recapturado. Começou a dispensar a dieta dos médicos feita especialmente para ele. Comia muitos doces e outros alimentos que pudessem aumentar sua taxa de glicose. Magro e debilitado, foi transferido para o Hospital Central Penitenciário para tratamento do diabetes. Pouco tempo depois foi transferido para o Hospital Miguel Couto.
Durante sua internação, mudou completamente a rotina do hospital. Havia uma preocupação enorme das autoridades, já que em um hospital comum, seu resgate se tornaria mais fácil para os criminosos da facção. A segurança foi reforçada com policiais militares fardados e disfarçados. Todos os visitantes que tentavam entrar na unidade eram revistados e seis policiais ficavam 24 horas na enfermaria para impedir uma invasão.
Após oito dias de internação, no dia 29 de maio de 1992, morreu no hospital, vítima das complicações de sua doença, com problemas renais e cirrose hepática. Rogério foi enterrado no dia seguinte no Cemitério de São Francisco Xavier, no bairro do Caju, Zona Norte do Rio de Janeiro.

## Documentários
A história de Rogério Lemgruber, por estar atrelada ao Comando Vermelho, é contada em diversos filmes e séries de TV, dentre eles:
- O Jogo que Mudou a História (2024)[35]